# Dunckerocampus multiannulatus

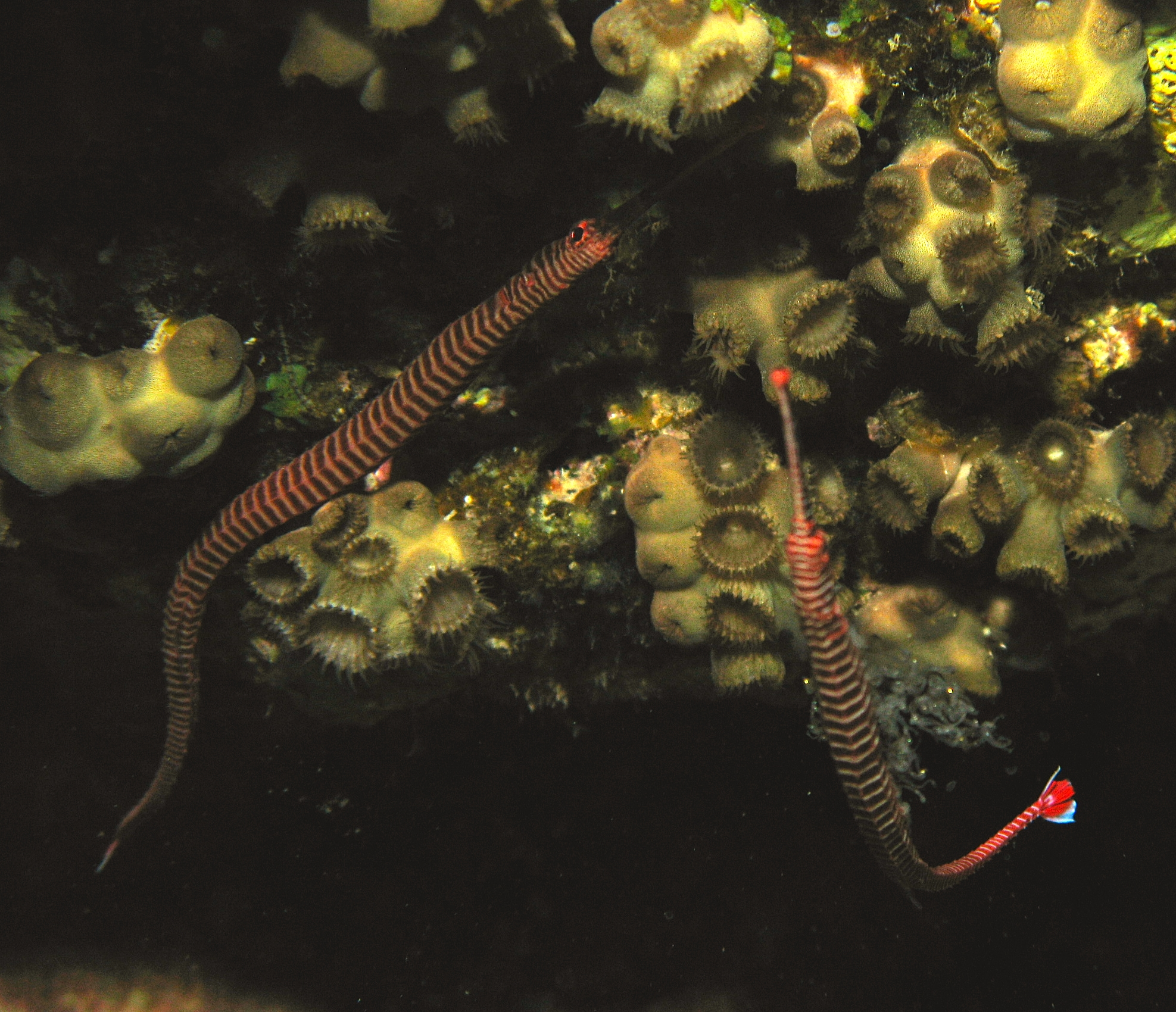
Pareja de D. multiannulatus en Dahab, Sinaí del Sur, Egipto

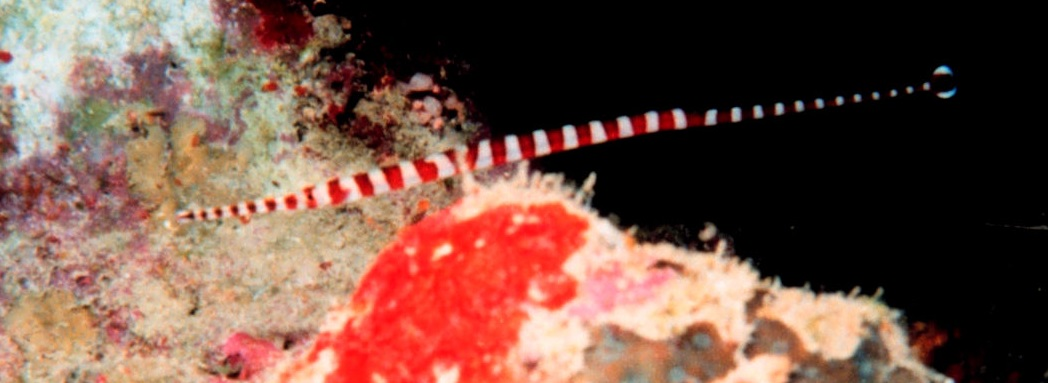
D. multiannulatus en el golfo de Aqaba, Mar Rojo.

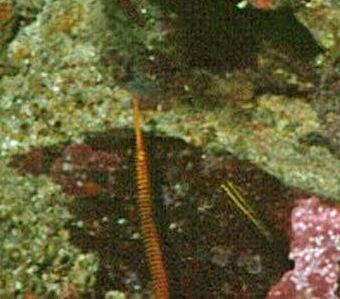
D. multiannulatus en Anilao, Batangas, Filipinas

Dunckerocampus multiannulatus es una especie de pez de la familia Syngnathidae, en el orden de los Syngnathiformes.
Comúnmente se denomina pez pipa multianillado. Habita aguas tropicales del océano Índico.

## Morfología
Tienen la boca en forma de tubo, ensanchando algo la cabeza y el cuerpo, que conforman una horizontal, rematada por una distintiva aleta caudal, más grande y ovalada, de color rojo, con un los márgenes blancos. El cuerpo es color blanco a gris claro, con múltiples rayas verticales de igual ancho e igualmente espaciadas, de color marrón a rojizo, que se extienden también a la cabeza y el hocico.
• Carecen de espinas, teniendo entre 20-23 radios blandos dorsales, 4 radios blandos anales, de 18 a 22 radios blandos en las aletas pectorales, y 10 radios blandos en la aleta caudal. Usualmente con 4-5 bandas oscuras cruzando el opérculo.
• Los machos tienen una bolsa incubadora bajo el abdomen, y las hembras tienen ovopositor. 
• Los machos pueden alcanzar 19 cm de longitud total.

## Reproducción
Es ovovivíparo y el macho transporta los huevos en una bolsa ventral, la cual se encuentra debajo de la cola. Tienen entre 30 y 200 huevos por camada, que están embebidos parcialmente en un trozo de piel, y, que el macho incuba hasta que eclosionan en individuos perfectamente formados, transparentes, de unos 30 mm, que permanecen por poco tiempo en estado pelágico. Cuando se asientan comienza a aparecer la coloración.

## Hábitat y comportamiento
Es un pez  de mar, de clima tropical, y asociado a los arrecifes de coral. Comúnmente en áreas protegidas, también se les observa en cuevas y grietas. Vive en aguas superficiales, normalmente hasta los 20 metros, aunque su rango de profundidad está aceptado entre 3-45 m.
Habitualmente se les ve en parejas, pegados a las paredes de las cuevas y salientes, nadando boca abajo o boca arriba, en vertical.

## Distribución geográfica
Se distribuye en el Índico, desde el Mar Rojo y el África Oriental, hasta Maldivas, y quizás Filipinas e Indonesia .
Es especie nativa de Arabia Saudí, Chagos, Comoros, Maldivas, Mauricio, Reunión, Seychelles, Sudáfrica, Yemen y Yibuti.